# Валерий Фальтоний Адельфий
Валерий Фальтоний Адельфий (лат. Valerius Faltonius Adelphius) — римский государственный деятель середины V века.
Известно, что Адельфий носил титулы vir clarissimus et illustris (рус. славнейший и сиятельный муж) и патрикия. До 451 года он был префектом Рима. В 451 году Адельфий занимал должность консула на Западе. Восточным коллегой его был император Маркиан. Был женат на Аниции Италике.